# パナギオティス・ギオニス
- パナギオティス・ギオニス
- パナギオティス・ジオニス

パナギオティス・ギオニス（希: Παναγιώτης Γκιώνης、ラテン字：Panagiotis Gionis, 1980年1月7日 - ）はギリシャ代表卓球選手。
 TリーグのT.T彩たまに所属していた。
愛称はギオ。 アテネ在住。歯科医師。2019年9月時点の世界ランキングは36位。

## 略歴
初めて出場した国際大会である1996年のバルカン選手権で男子ダブルス優勝して以来、数々の大会に出場し、2004年にエジプト・カイロで開かれたITTFプロツアーでは男子ダブルスでベスト4、ポーランドのワルシャワで開催された大会の男子ダブルスで準優勝するなどの好成績を収める。
世界選手権には1997年のマンチェスター大会から2009年の横浜大会にかけて11大会連続出場しており、2005年の上海大会では男子シングルスの1・2回戦で、それぞれプリモラッツと吉田海偉を破り、3回戦にまで進出。そして2009年の横浜大会では荘智淵などを破り4回戦まで進出し、ベスト16入りした。
オリンピックには2004年のアテネ大会と2008年の北京大会と2012年のロンドン大会、2016年のリオデジャネイロ大会に出場している。
2019年9月、T.T彩たまと契約し、Tリーグに参戦した。

## プレースタイル
右シェーク裏粒カット主戦型の選手。
バックハンドでのサービスは裏ソフトと粒高を巧みに使い分ける。バックカットで回転に変化をつけ、フォア側に来たボールをフォアハンドドライブで仕留める。
腕っぷしの強さと体格の良さを活かした粒高での猛烈に切れたバックカットと、クレアンガばりのフルスイングから放たれる相手コートで伸びるような、カットマンとは思えないほどの強烈な威力を誇るフォアハンドドライブが持ち味。

## 主な戦績
- 1996年
  - バルカン選手権 男子ダブルス優勝
  - ヨーロッパユース選手権 ジュニアの部 混合ダブルス優勝
- 2004年
  - ITTFプロツアー・エジプトオープン 男子ダブルス ベスト4
  - ITTFプロツアー・ポーランドオープン 男子ダブルス準優勝
- 2005年
  - ITTFプロツアー・ロシアオープン 男子ダブルス ベスト8
  - ITTFプロツアー・スウェーデンオープン 男子ダブルス ベスト4
- 2006年
  - ITTFプロツアー・スロベニアオープン 男子ダブルス ベスト8
- 2007年
  - ヨーロッパ選手権ベオグラード大会 男子シングルス ベスト16
- 2009年
  - 第50回世界選手権横浜大会 男子シングルス ベスト16
- 2013年
  - ヨーロッパ選手権シュヴェヒャート大会 男子シングルス3位

## その他
- 歯科医である。
- 趣味は映画鑑賞とフットサル。